# SRAM

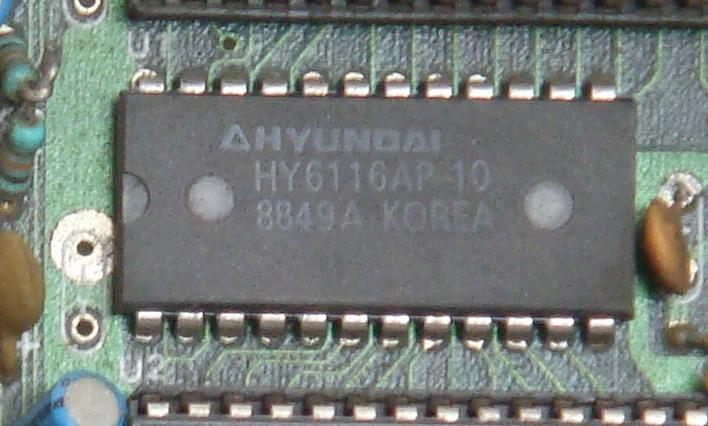
Мікросхема статичної оперативної пам'яті з організацією 2K × 8 біт.

Статична оперативна пам'ять з довільним доступом (SRAM, static random access memory) — напівпровідникова оперативна пам'ять з довільним доступом, в якій кожен двійковий розряд зберігається в схемі з додатним зворотним зв'язком, що не потребує регенерації, необхідної в динамічній пам'яті (DRAM). Але зберігати дані без перезапису SRAM можливо тільки поки є живлення, тобто SRAM залишається енергозалежним типом пам'яті (як і DRAM). Перевага SRAM у тому, що вона працює швидше. Однак, оскільки вона дорожча у виробництві, то використовується насамперед для кешу процесорів. 
Довільний доступ (RAM — random access memory) — можливість вибирати для запису/зчитування будь-який з бітів  (частіше байтів, залежить від особливостей конструкції), на відміну від пам'яті з послідовним доступом (SAM — sequential access memory).

## Двійкова SRAM

Шеститранзисторна комірка статичної двійкової пам'яті (1 біт) SRAM.

Типова комірка статичної двійкової пам'яті (бінарний тригер) по КМОН-технології складається з двох перехресно (кільцем) з'єднаних інверторів і ключових транзисторів для підключення до комірки.
Лінія WL (Word Line) керує двома транзисторами доступу. Лінії BL і BL (Bit Line) — бітові лінії і для запису даних і для зчитування даних.
Запис. При подачі «0» на лінію BL чи BL паралельно включені транзисторні пари (M5 і M1) і (M6 і M3) утворюють логічні схеми 2АБО, наступна подача «1» на лінію WL відкриває транзистор M5 чи M6, що приводить до відповідного переключення тригера.
Зчитування. При подачі «1» на лінію WL відкриваються транзистори M5 і M6, рівні записані в тригері 
виставляються на лінії BL і BL і попадають на схеми зчитування.